# Prinsuéjols
Prinsuéjols este o comună în departamentul Lozère din sudul Franței. În 2009 avea o populație de 157 de locuitori.

## Evoluția populației
| An        | 1975 | 1982 | 1990 | 1999 | 2006 | 2009 |
| --------- | ---- | ---- | ---- | ---- | ---- | ---- |
| Populație | 252  | 211  | 163  | 163  | 161  | 157  |